# 粕川町深津
粕川町深津（かすかわまちふかづ）は、群馬県前橋市の地名。旧粕川村時代は、住所で勢多郡粕川村大字深津の地域である。また、前橋市合併後は村名の粕川村が粕川町となり、そのあと大字名がつくため前橋市粕川町○○となる。面積は3.44km2(2013年現在)。郵便番号は371-0215。

## 地理
前橋市の東部、赤城山の南麓、粕川中流域に位置している。

## 歴史
南北朝時代頃からある地名である。江戸時代に入るとはじめは大胡藩領で、元和4年に前橋藩領、明和4年に幕府領を経て、明和5年からは館林藩領だった。

### 年表
- 1889年 市町村制が施行され、14村が合併し、群馬県南勢多郡粕川村大字深津となる。
- 1896年 郡統合（東群馬郡と南勢多郡の統合）により勢多郡に所属し勢多郡粕川村大字深津となる。
- 2004年 平成の大合併で粕川村は、宮城村、大胡町とともに、前橋市に合併し、群馬県前橋市粕川町深津となる。

### 地名の由来
当地が近村の中の凹所で、中央に溝渠があることに由来する。

## 世帯数と人口
2017年（平成29年）8月31日現在の世帯数と人口は以下の通りである。
| 町丁       | 世帯数  | 人口    |
| ---------- | ------- | ------- |
| 粕川町深津 | 590世帯 | 1,673人 |

## 小・中学校の学区
市立小・中学校に通う場合、学区は以下の通りとなる。
| 番地 | 小学校             | 中学校             |
| ---- | ------------------ | ------------------ |
| 全域 | 前橋市立粕川小学校 | 前橋市立粕川中学校 |

## 経済
店・企業
- 猪熊鉄工所
- 群南製作所赤城工場
- 桜井食品
- 清水建設粕川営業所
- 瀬戸電機商会
- 東洋ゴムチップ
- 柳沢酒造
- 吉田工業

## 交通

### 鉄道
町の北側に上毛電気鉄道上毛線新屋駅がある。

### バス
赤城タクシーが運行を行っているデマンドバス方式のふるさとバスがある。

### 道路
県道の群馬県道102号三夜沢国定停車場線、群馬県道103号深津伊勢崎線が通過。

## 施設
- 雷電神社
- 西福寺
- 八坂神社
- 近戸神社
- ひまわり保育園

## 避難所
当町が避難対象区域となった場合、近隣の粕川町女渕にある前橋市立粕川小学校に避難する。

## 出身・ゆかりのある人物
- 柳澤竹次郎（酒造業、粕川水電常務取締役）